# Bad Hönningen
Bad Hönningen är en stad i Landkreis Neuwied i förbundslandet Rheinland-Pfalz i Tyskland.
Staden ingår i kommunalförbundet Verbandsgemeinde Bad Hönningen tillsammans med ytterligare tre kommuner.